# Kudur-Enlil

Babilonia za panowania Kasytów.

Kudur-Enlil – król Babilonii z dynastii kasyckiej; panował w latach 1254-1246 p.n.e. Jego imię pojawia się w różnych inskrypcjach wotywnych i budowlanych, jak również w licznych tekstach ekonomicznych.